# ネオリアリズム
「新現実主義」とも訳されるネオリアリズム（英: Neorealism）は、国際政治学の主要理論のひとつで、構造的現実主義（英: structural realism）とも呼ばれる。アメリカ合衆国の国際政治学者ケネス・ウォルツが1979年に刊行した著書 Theory of International Politics で提示した。80年代のアメリカの学界において圧倒的な地位を占めるに至り、その後の国際関係理論はネオリアリズムとその批判によって展開されていった。
近年、国家行動の誘因を安全保障の追求に求める防御的現実主義（英: defensive realism）と、パワーの追求に求める攻撃的現実主義（英: offensive realism）が区別されることが多い。ただし、主に国内要因をあつかう新古典的現実主義（英: neoclassical realism）も存在するため、学派の区別は曖昧な側面を持つ。
映画用語であるネオレアリズモとは関係ない。

## ウォルツの理論
ウォルツはそれまでの古典的現実主義（Classical Realism）の手法を還元主義と呼び、システム全体を説明しない手法を批判した。彼は国際システムの性格を明らかにし、それによって一般的な説明を目指す演繹的な手法・ホーリズムを試みた。彼は「ルソーの鹿狩りの喩え」をもとに仮定を設定し、リアリズムの再構築を試みた。

## ３つのイメージ
ウォルツは1959年に出版された博士論文『人間・国家・戦争ー国際政治の3つのイメージ』において、普遍的な戦争の原因を人間、個々の国家の構造、国際システムの3つに分けて考察した。そして、それらを第1・第2・第3イメージと名づけた。
戦争の原因はなにか
- 第1イメージ：人間の本性と行動。戦争は自己中心主義、方向性を誤った攻撃的衝動、愚かさの結果なのである。
- 第2イメージ：国家の国内構造。政治体制や国内構造が軍事力の形態やその使われ方、対外行動一般を決定する。
- 第3イメージ：無政府状態な国際構造。無政府状態において、国家は自分自身の力で安全を確保しなくてはならない。国家間での利害関係は自動的に調和されず、紛争が武力によって解決される可能性は存在する。

ウォルツは3つの中でも、第3イメージが最も重要であるとして、国際関係の因果関係を明らかにするには国際システムの構造（International structure）が国家行動に与える影響を仮説化することが必要であると指摘した。ウォルツのネオリアリズムが構造的リアリズムと呼ばれるのはこのためである。ウォルツは国際構造の特徴を主権国家より上位に位置する権力の不在、つまり無政府状態であるとした。無政府状態において、どのような政治体制を持つ国家であっても、好むと好まざるとに関わらず、安全保障を追及しなければならない（自助システム）。国家を保護してくれる公的機関、上位権力が存在しないからである。ウォルツはルソーの「鹿狩りの寓話」を用いて自助システム下での国際協力の困難さを説明した。そして、国家は相互不信から他国より少しでも多くの「相対利得（relative gains）」を追求するようになる、と指摘した。
同様のことは『世界政治における米国の戦略』において、ニコラス・スパイクマンが「敵との力がバランスしているときではなく、敵よりわずかに強いときに安全保障が得られる」と述べており、後にモーゲンソーが「余分の安全（margin of safety）」と名付けたものである。

## 批判
簡潔な理論であるために、単純すぎて説明能力に欠けるとの指摘がある。また国家の行動を構造に求めているため、政治体制（民主主義など）や政策決定者は扱われていない。そのため、それらを重視する学派・理論からの批判も多く存在する。簡潔さによる欠点はウォルツを始めとする論者も自覚しており、
「（ネオリアリズムは）国際関係理論であり、これとは別に外交政策理論が必要である」（ウォルツ）
「（ネオリアリズムは）暗い部屋の中の強力な懐中電灯のようなものであり、隅々までは照らせなくても、ほとんどの場合我々が暗闇の中を進む時の有効な道具となるのである」（ミアシャイマー）
と述べており、他の理論との「補完」によって欠点は補えると主張する。また前述の様にネオリアリズムにおいても多くの学派が存在する。このため過去における批判の対象も様々であり、ネオリアリズムを単体として扱うのは誤りを招くおそれがある。

## 代表的論者と学派・理論
防御的現実主義
- ケネス・ウォルツ

攻撃的現実主義
- ジョン・ミアシャイマー

新古典的現実主義
- ランドール・シュウェラー

脅威均衡
- スティーヴン・ウォルト

逆第二イメージ
- ジャック・スナイダー

攻撃‐防御バランス
- ロバート・ジャーヴィス

覇権安定論
- ロバート・ギルピン

相対利得
- ジョゼフ・グリエコ